# Develop (magazin)
A Develop egy havonta megjelenő a videójáték iparra összpontosuló szakfolyóirat. A hertfordi székhelyű magazinba bárki írhat, aki a videójáték iparban dolgozik. A Develop az egyetlen olyan európai weboldal és nyomtatott újság, amelynek a célközönsége kizárólag a fejlesztői közösség. A jelenlegi internetes portál, amin megtalálható a nyomtatott magazin digitális kiadása, 2007 júliusa óta üzemel.

## Develop konferencia
2006 óta minden évben megrendezésre kerül a Develop konferencia Brightonban, az Egyesült Királyságban. A 2010-es megbeszélést a Tandem Events szervezésében a Metropole Hotelben tartották július 13. és 15. között. A BioWare alapítói; Ray Muzyka és Greg Zeschuk nyitotta meg a konferenciát. Beszédet mondott még Adam Levenson; az Activision központi audio részlegének elnöke, Louis Castle; az Instant Action Inc. ügyvezető igazgatója és David Helgason; a Unity Technologies ügyvezető igazgató.

## Develop 100
A Develop 100 a játékfejlesztők éves értékelése. Rangsorolja a világ legnagyobb játékfejlesztő stúdióit az értékesítési adatok, kritikai sikerek és az iparágban betöltött szerep alapján.